# Katharina Vötter

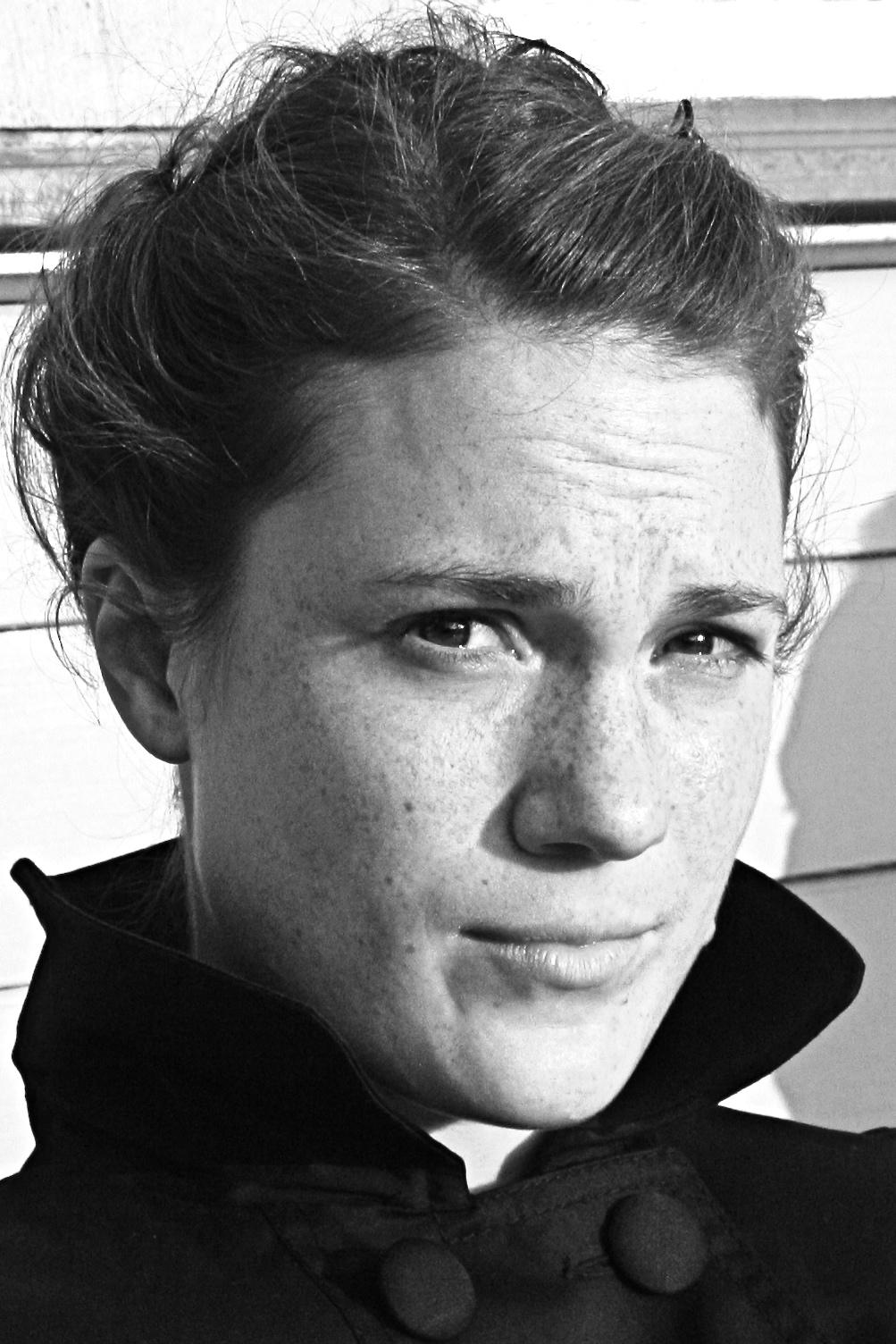
Katharina Vötter 2009

Katharina Vötter (* 13. April 1983 in Gotha) ist eine deutsche Schauspielerin und Theaterpädagogin. 

## Leben
Nach dem Abitur besuchte Vötter von 2003 bis 2007 die Hochschule für Schauspielkunst „Ernst Busch“ in Berlin und schloss diese mit dem Diplom ab.
Bereits während des Studiums gastierte sie in den Sophiensaelen Berlin und war mit dem Nationaltheater Mannheim in der Mozartoper Ascanio in Alba
zu Gast bei den Salzburger Festspielen 2006.
Vom Mai 2007 bis Juni 2010 war sie Ensemblemitglied des Wiener Volkstheaters. Ab der Saison 2010/2011 bis zur Saison 2014/2015 war sie am Landestheater Linz engagiert.
2016 bis 2017 besuchte Vötter die
theaterwerkstatt heidelberg unter der Leitung von Wolfgang Schmidt
und erwarb den Abschluss „Theaterpädagogin BuT®“ des Bundesverbands Theaterpädagogik e.V.
Seit 2017 arbeitet sie im art der stadt e.V. in Gotha als Theaterpädagogin, Regisseurin und Schauspielerin.
Von Januar 2022 bis Februar 2023 besuchte Vötter die Paracelsus Heilpraktikerschule Erfurt unter der Leitung von Anne Kempf. Sie erwarb den Abschluss „Psychologische Beraterin (VFP)“ und erweiterte damit ihr Spektrum der Theaterarbeit auf therapeutische Arbeitsfelder.
Sie lebt in Meiningen.

## Theater
- 2001: „im anfang war der ursprung oder eine ich-komposition“ (Regie: Constantin von Thun, artderstadt e.V., Gotha)
- 2005: „Tod eines Handlungsreisenden“ (Regie: Dimiter Gotscheff, Deutsches Theater Berlin)
- 2005: „Was ihr wollt“ (Regie: Piet Drescher, Robert Borgmann, Berliner Arbeiter-Theater)
- 2006: „Wir Kinder vom Bahnhof Zoo – eine Installation für Schauspieler“ (Regie: Ulrich Rasche, Sophiensaele, Berlin)
- 2006: „Ascanio in Alba“ (Regie: David Hermann, Nationaltheater Mannheim)

### Volkstheater Wien
- 2007: Volker Schmidt „Das Ballhaus“ (Regie: Gil Mehmert), als Frau mit dem schlechten Gewissen; Österr. Erstaufführung
- 2007: Johann Nestroy „Einen Jux will er sich machen“ (Regie: Michael Schottenberg) als Minna
- 2008: Ödön von Horváth „Geschichten aus dem Wiener Wald“ (Regie: Georg Schmiedleitner) als Marianne
- 2008: Dimitré Dinev „Eine heikle Sache die Seele“ (Regie: Hans-Ulrich Becker) als Nadeshda Prekupenka; Uraufführung
- 2008: Gianina Carbunariu „Stop the tempo!“ (Regie: Katrin Hiller) als Paula; ÖEA
- 2008: Yasmina Reza „Ein spanisches Stück“ (Regie: Antoine Uitdehaag) als Nuria; Deutsche Erstaufführung
- 2008: Arthur Miller „Tod eines Handlungsreisenden“ (Regie: Dieter Berner) als Miss Forsythe
- 2009: John von Düffel „Bagdad brennt“ (Regie: Esther Muschol) als Riverbend; ÖEA
- 2009: Lee Hall „The Pitmen Painters – Im Zeichen der Kunst“ (Regie: Max Roberts) als Helen Sutherland; DEA
- 2009: Samuel Adamson „Alles über meine Mutter“ (Regie: Antoine Uitdehaag) als Nina Cruz; DEA
- 2009: Julya Rabinowich „Fluchtarien. Monolog für drei Stimmen und eine Tastatur“ (szenische Gestaltung: Veronika Barnas)
- 2009: Woody Allen „Purple Rose of Cairo“ (Regie: Gil Mehmert) als Jane/Martha/Reporterin; UA
- 2010: Eugène Scribe „Das Glas Wasser“ (Regie: Folke Braband) als Herzogin von Marlborough; Volkstheater in den Bezirken
- 2010: Dea Loher „Das letzte Feuer“ (Regie: Georg Schmiedleitner) als Edna; ÖEA

### Landestheater Linz
- 2010: Frank Wedekind Frühlings Erwachen! (Regie: Holger Schober) als Mutter
- 2010: William Shakespeare Der Widerspenstigen Zähmung (Regie: Katrin Hiller) als Bianca/Hortensio
- 2011: Friedrich Schiller Die Räuber (Regie: Gerhard Willert) als Amalia von Edelreich
- 2011: Joël Pommerat Kreise/Visionen (Regie: Gerhard Willert); DEA
- 2011: Jean Anouilh Antigone (Regie: Johannes von Matuschka) als Antigone
- 2012: Frank Wedekind Lulu (Regie: Gerhard Willert) als Lulu
- 2012: Franz Grillparzer Die Jüdin von Toledo (Regie: Peter Wittenberg) als Esther
- 2012: Johann Wolfgang von Goethe Stella (Regie: Johannes von Matuschka) als Stella
- 2012: Franz und Paul von Schönthan Der Raub der Sabinerinnen (Regie: Hans-Ulrich Becker) als Paula Gollwitz
- 2013: Falk Richter Rausch (Regie: Gerhard Willert)
- 2013:  Projekt von Gerhard Willert Land der Lämmer (Regie: Gerhard Willert)
- 2013: Moliere Der eingebildete Kranke
- 2013: Tamsin Oglesby Der (eingebildete) Frauenfeind
- 2013/14: Paul Maar Eine Woche voller Samstage
- 2014:  Anton Tschechow Iwanow (Inszenierung: Ingo Kerkhof) als Anna Petrovna / Sascha
- 2014:  Friedrich Schiller Kabale und Liebe (Inszenierung: Bernarda Horres) als Luise
- 2014/15: Henrik Ibsen Peer Gynt
- 2015:  Stephen Sondheim / George Furth Company (Inszenierung: Matthias Davids) als Sarah

### Eigene Arbeiten
- 2018: es war einmal – grimm im goldrausch intergeneratives Bewegungstheater (Regie: Katharina Vötter, Lena Lux)
- 2019: Ritter Rost und das Gespenst Kindermusical (in Zusammenarbeit mit der Alfred-Wagner Musikschule Suhl) (Regie: Katharina Vötter, Musik: Arantxa Armentia, Thomas Darr)
- 2019: Moment mal, geht`s jetzt etwa um mich persönlich? Senior*innentheater (Regie: Katharina Vötter)
- 2019 Hände, Füße, Gummistiefel (Theater für die Allerjüngsten), Regie: Karen Becker, Musik: Matthias Pick, Performance: Katharina Vötter, Lena Lux
- 2020 mutter*körper (Tanzperformance) Entwicklung, Performance: Katharina Vötter, Lena Lux, Musik: BbOrion

## Sonstiges

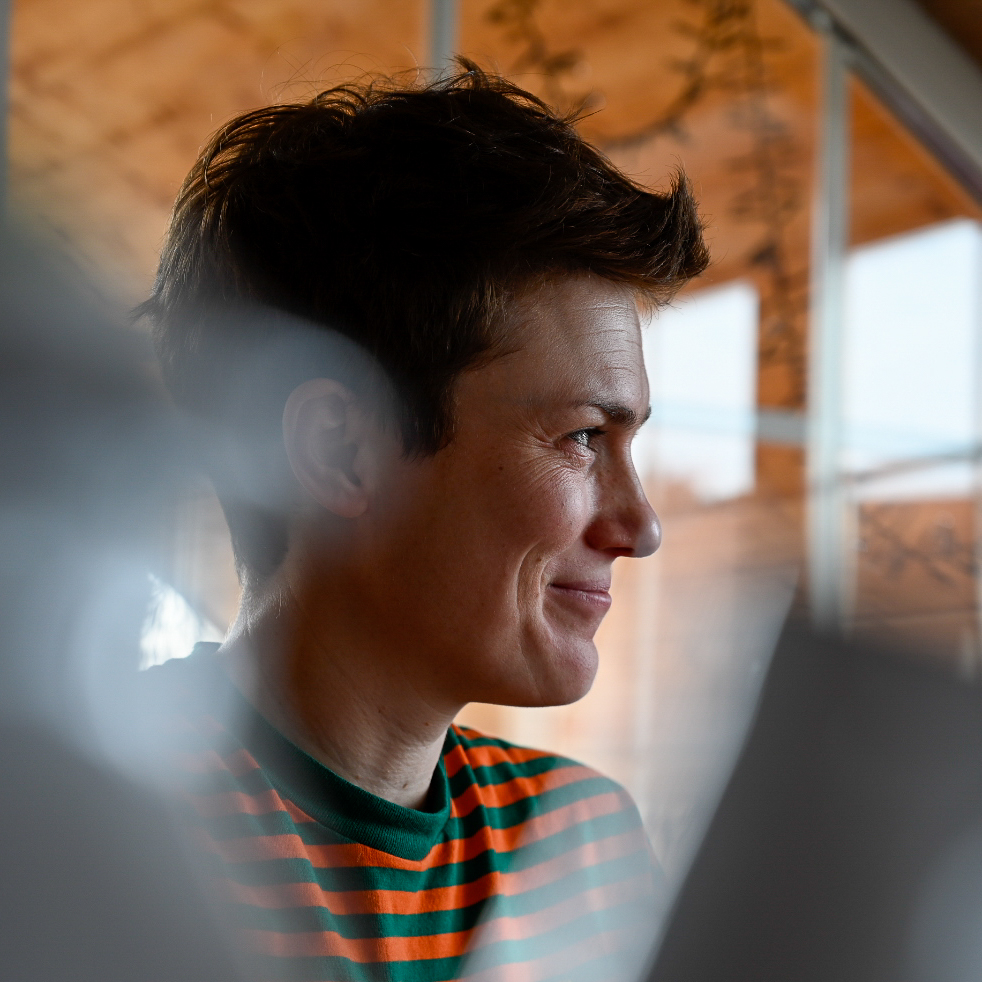
Katharina Vötter 2020

Vötter begann bereits im Alter von fünf Jahren Violine zu spielen. Sie wirkte an zahlreichen Lesungen, szenischen Lesungen, Konzerten und Hörspielproduktionen im deutschen Sprachraum mit.
Im Jahr 2009 wurde Vötter für den Karl-Skraup-Preis für die beste schauspielerische Nachwuchsleistung nominiert.
2013 entwickelte sie gemeinsam mit Schauspielkollege Christian Manuel Oliveira den musikalischen Abend Niemandsland, der in der BlackBox Lounge des neuen Musiktheaters zur Aufführung kam.
Katharina Vötter ist die Initiatorin der Living Portraits, die seit der Eröffnung des Musiktheaters am Volksgarten in der dortigen CineBox zu sehen sind. Die Living Portraits sind ca. 150 einminütige Portraitfilme des Ensembles des Landestheaters Linz, die in Zusammenarbeit mit Bernd Kranebitter und dem Ars Electronica Center präsentiert werden.
2018 moderierte sie das avantartfestival – das Festival für den Thüringer Theaterpreis (ausgerichtet durch den Thüringer Theaterverband)
Im Jahr 2019 war sie Jurymitglied bei den Thüringer Schultheatertagen, ausgetragen in der Schotte e.V. Erfurt.
2020 moderierte Vötter den Deutschen Amateurtheaterpreis „amarena“ in Ludwigshafen (ausgerichtet durch den Bund Deutscher Amateurtheater (BDAT))